# Distrito electoral de Browns (Illinois)
Browns (en inglés: Browns Precinct) es un distrito electoral ubicado en el condado de Edwards en el estado estadounidense de Illinois. En el Censo de 2010 tenía una población de 318 habitantes y una densidad poblacional de 7,79 personas por km².

## Geografía
Browns se encuentra ubicado en las coordenadas 38°22′12″N 87°59′49″O / 38.37000, -87.99694. Según la Oficina del Censo de los Estados Unidos, Browns tiene una superficie total de 40.82 km², de la cual 40.82 km² corresponden a tierra firme y (0%) 0 km² es agua.

## Demografía
Según el censo de 2010, había 318 personas residiendo en Browns. La densidad de población era de 7,79 hab./km². De los 318 habitantes, Browns estaba compuesto por el 98.74% blancos, el 0.31% eran afroamericanos, el 0% eran amerindios, el 0.31% eran asiáticos, el 0% eran isleños del Pacífico, el 0% eran de otras razas y el 0.63% pertenecían a dos o más razas. Del total de la población el 0% eran hispanos o latinos de cualquier raza.
Había 165 hogares, de los cuales el 18.80% tenían niños menores de 18 años viviendo con ellos, el 43.03% eran parejas casadas que vivían juntas, el 3.03% tenía una mujer cabeza de familia sin esposo presente, y el 43.64% no eran familias. 